# Pamela El Kik
Pamela El Kik (arabe : باميلا الكيك ; née le 14 mai 1988 à Deir al-Qamar) est une actrice Libanaise qui a grandi à Achrafieh, au Liban. Elle a commencé sa carrière à un bas âge. Elle a remporté le Murex d'or à trois reprises ; ses victoires les plus célèbres sont pour Alhob Almamnou en 2010, Duo Al Gharam en 2012 et Samra en 2016.

## Biographie
El Kik est née dans la ville de Deir al-Qamar, au sud-est de Beyrouth, dans le centre-sud du Liban, de ses parents Hani et Taghreed et à une sœur, Amanda. À l'âge de 15 ans, ses premières apparitions consistent en de longs sketches tournés avec Wassim Tabbarah, qui l'encourage à devenir une star, alors qu'elle voulait être une actrice professionnelle.
El Kik commence sa carrière formelle à l'âge de 18 ans alors qu'elle étudiait les arts de la communication avec spécialisation en Cinéma à l'Université du Saint-Esprit de Kaslik (USEK). Elle participe à quelques émissions locales : Erbit Tenhall (2005), Imraa Min Dayaa (2005), Madame Bambino (2006) et Sara (2009),.
En 2014, Pamela a dévoilé une certaine façon de penser à travers un livre, Pam est là - No'ta (نقطة), lancé lors de la Foire du livre arabe au -Biel- Beyrouth. Le livre est un carnet de citations manuscrites à caractère social, artistique et politique.

## Filmographie

### Télévision

#### Séries télévisées
- 2008 : Asr Al Harim : Maya Daw
- 2009 : Sara : Ragheda
- 2009 : No Love : Nancy
- 2009 : Dr Hala : Sally
- 2010 : Madame Carmen : Natasha
- 2010 : Generation : Tamara
- 2010 : Forbidden Love : Sally
- 2012 : Duo El Gharam : Fouda
- 2012 : Roots : Carla Gharib
- 2013 : Blind Love : Manal
- 2014 : Made in Iran : Jaqueline Juan
- 2014 : Second Chance : Yassmine
- 2015 : Mawlana Al Aasheq : Kamilia
- 2016 : Sarkhet Rouh : Raneem
- 2016 : School of Love – Triangle des mots : Cozette
- 2016 : School of Love – Triangle de cas particulier : Bana
- 2016 : Ya Rayt : Tina
- 2016 : Samra : Reem
- 2017-2018 : Le Vrai Amour : Noura
- 2018 : Love is Crazy – Quintette Almaza : Three characters: Lamis, Lama and Laila
- 2019 : Love is Crazy – Quintette des carnets du passé : Naya
- 2021 : Alal Hilwa Wa Al Morra : Lana
- 2023 : Crystal : Aalia

#### Téléfilms
- 2011 : Madame Bambino : Roula
- 2013 : Viol Conjugal : Dina
- 2019 : By Accident : Taghreed
- 2019 : Yerbo bi Ezzkoun : Ray
- 2020 : Yom Eh Yom La : Sahar
- 2022 : Fares : Malak

## Émissions télévisées
- Elle a participé à la première saison de Celebrity Duets sur la chaîne LBCI en (2011), où elle a chanté avec de nombreux chanteurs dont: Assi El-Hallani, Kathem El-Saher, Marwan Khoury, Moein Shreif et autres grands artistes.
- Le Casino Du Liban a également accueilli Pamela en tant qu'invitée d'un Broadway Show qui s'est tenu pendant 3 soirées réussies.

## Livres
- 2014 : Pam est là - No'ta (نقطة)

## Autres travaux
El Kik rejoint George Khabbaz dans une pièce de théâtre intitulée Aal Tarik[Quand ?].